# جهاز تنظيم أنشطة سوق الغاز (مصر)
جهاز تنظيم أنشطة سوق الغاز أو (بالإنجليزية: Gas Regulatory Authority)‏، هو هيئة عامة تهدف إلى تنظيم كل ما يتعلق بأنشطة سوق الغاز في مصر ومتبعتها ومراقبتها، والعمل على ضمان إتاحة شبكات وتسهيلات الغاز للغير، وضمان جودة الخدمات المقدمة مع مراعاة مصالح جميع المشاركين في سوق الغاز وحماية حقوق المستهلكين. كما يهدف إلى جذب وتشجيع الاستثمارات في مجال أنشطة سوق الغاز، والعمل على تلافي الممارسات الاحتكارية في مجال أنشطة سوق الغاز. وللجهاز موازنة عامة مستقلة على نمط موازنات الهيئات العامة الاقتصادية.:مادة 11

## التشريعات المنظمة
- قانون رقم 196 لسنة 2017 في شأن تنظيم أنشطة سوق الغاز.[3]
  - التعديلات:
    - قانون رقم 13 لسنة 2019.[4]

  - اللائحة التنفيذية:
    - قرار رئيس مجلس الوزراء رقم 239 لسنة 2018.[5]

## مجلس الإدارة
يتولى إدارة الجهاز مجلس يشكل برئاسة وزير البترول وعضوية كل من:
- الرئيس التنفيذي للجهاز، ويتم اختياره من قطاع البترول.
- ثلاثة أعضاء يمثلون الكيانات المزاولة لأنشطة سوق الغاز من قطاع البترول.
- رئيس جهاز حماية المنافسة ومنع الممارسات الاحتكارية أو من يرشحه.
- عضوين مستقلين من ذوي الخبرة في المجالات الفنية أو الاقتصادية أو القانونية أو مؤسسات المجتمع المدني من غير أطراف سوق الغاز.
- رئيس اتحاد الصناعات المصرية أو من يرشحه.[2]:مادة 5

## الرؤساء التنفيذيون
للجهاز رئيس تنفيذي يصدر بتعيينه قرار من رئيس الوزراء بناءً على ترشيح وزير البترول لمدة ثلاث سنوات قابلة للتجديد لمدة واحدة مماثلة::مادة 8
- محمد عبد العزيز (مايو 2024 - حتى الآن).[6]
- كارم محمود (17 أكتوبر 2017 - فبراير 2024).[7]